# Władcy Kastylii-Leónu

Herb Kastylii-León

Lista władców królestwa Kastylia-León.

## Dynastia Burgundzka
| #    | Imię                                               |          | Lata życia                                | Lata życia                               | Czas rządów      | Czas rządów      | Rodzice                                     |
| #    | Imię                                               | Urodzony | Zmarł                                     | Od                                       | Do               |                  | Rodzice                                     |
| ---- | -------------------------------------------------- | -------- | ----------------------------------------- | ---------------------------------------- | ---------------- | ---------------- | ------------------------------------------- |
| 23   | Ferdynand III Święty od 1230 unia Kastylii i Leonu |          | 1199 lub 24 czerwca 1201 Peleas de Arriba | 30 maja 1252 Sewilla                     | 1 lipca 1217     | 30 maja 1252     | Alfons IX Berengaria Kastylijska            |
| 24   | Alfons X Mądry                                     |          | 23 listopada 1221 Toledo                  | 4 kwietnia 1284 Sewilla                  | 1 czerwca 1252   | 4 kwietnia 1284  | Ferdynand III Święty Elżbieta Hohenstauf    |
| 25   | Sancho IV Odważny                                  |          | 12 maja 1258 Valladolid                   | 25 kwietnia 1295 Toledo                  | 4 kwietnia 1284  | 25 kwietnia 1295 | Alfons X Mądry Jolanta Aragońska            |
| 26   | Ferdynand IV Pozwany                               |          | 6 grudnia 1285 Sewilla                    | 7 września 1312 Jaén                     | 25 kwietnia 1295 | 7 września 1312  | Sancho IV Odważny Maria de Molina           |
| 27   | Alfons XI                                          |          | 13 sierpnia 1311 Salamanca                | 26 marca 1350 Gibraltar                  | 7 września 1312  | 26 marca 1350    | Ferdynand IV Pozwany Konstancja Portugalska |
| 28   | Piotr I Okrutny                                    |          | 30 sierpnia 1334 Burgos                   | 23 marca 1369 Montiel                    | 26 marca 1350    | 13 marca 1366    | Alfons XI Maria Portugalska                 |
| 29   | Henryk II                                          |          | 13 stycznia 1334 Sewilla                  | 29 maja 1379 Santo Domingo de la Calzada | 13 marca 1366    | 3 kwietnia 1367  | Alfons XI Eleonora de Guzmán                |
| (28) | Piotr I Okrutny                                    |          | 30 sierpnia 1334 Burgos                   | 23 marca 1369 Montiel                    | 3 kwietnia 1367  | 23 marca 1369    | Alfons XI Maria Portugalska                 |

## Dynastia Trastámara
| #    | Imię                 |          | Lata życia                                    | Lata życia                               | Czas rządów         | Czas rządów         | Rodzice                                  |
| #    | Imię                 | Urodzony | Zmarł                                         | Od                                       | Do                  |                     | Rodzice                                  |
| ---- | -------------------- | -------- | --------------------------------------------- | ---------------------------------------- | ------------------- | ------------------- | ---------------------------------------- |
| (29) | Henryk II            |          | 13 stycznia 1334 Sewilla                      | 29 maja 1379 Santo Domingo de la Calzada | 23 marca 1369       | 29 maja 1379        | Alfons XI Eleonora de Guzmán             |
| 30   | Jan I                |          | 24 sierpnia 1358 Epila                        | 9 października 1390 Alcalá de Henares    | 29 maja 1379        | 9 października 1390 | Henryk II Kastylijski Joanna Manuel      |
| 31   | Henryk III Chorowity |          | 4 października 1379 Burgos                    | 25 grudnia 1406 Toledo                   | 9 października 1390 | 25 grudnia 1406     | Jan I Kastylijski Eleonora Aragońska     |
| 32   | Jan II               |          | 6 marca 1405 Toro                             | 22 lipca 1454 Valladolid                 | 25 grudnia 1406     | 22 lipca 1454       | Henryk III Chorowity Katarzyna Lancaster |
| 33   | Henryk IV Bezsilny   |          | 5 stycznia 1425 Valladolid                    | 11 grudnia 1474 Madryt                   | 22 lipca 1454       | 11 grudnia 1474     | Jan II Kastylijski Maria Aragońska       |
| 34   | Izabela I Katolicka  |          | 22 kwietnia 1451 Madrigal de las Altas Torres | 26 listopada 1504 Medina del Campo       | 13 grudnia 1474     | 26 listopada 1504   | Jan II Kastylijski Izabela Portugalska   |

## Dynastia Trastámara – linia aragońska
| #  | Imię                                   |          | Lata życia              | Lata życia                   | Czas rządów       | Czas rządów       | Rodzice                                    |
| #  | Imię                                   | Urodzony | Zmarł                   | Od                           | Do                |                   | Rodzice                                    |
| -- | -------------------------------------- | -------- | ----------------------- | ---------------------------- | ----------------- | ----------------- | ------------------------------------------ |
| 35 | Ferdynand V Katolicki król iure uxoris |          | 10 marca 1452 Sos       | 23 czerwca 1516 Madrigalejo  | 15 stycznia 1475  | 26 listopada 1504 | Jan II Aragoński Juana Enriquez            |
| 36 | Joanna Szalona                         |          | 6 listopada 1479 Toledo | 12 kwietnia 1555 Tordesillas | 26 listopada 1504 | 12 kwietnia 1555  | Ferdynand II Katolicki Izabela I Katolicka |

## Habsburgowie
| #  | Imię                            |          | Lata życia             | Lata życia              | Czas rządów   | Czas rządów      | Rodzice                                 |
| #  | Imię                            | Urodzony | Zmarł                  | Od                      | Do            |                  | Rodzice                                 |
| -- | ------------------------------- | -------- | ---------------------- | ----------------------- | ------------- | ---------------- | --------------------------------------- |
| 37 | Filip I Piękny król iure uxoris |          | 22 lipca 1478 Brugia   | 25 września 1506 Burgos | 12 lipca 1506 | 25 września 1506 | Maksymilian I Habsburg Maria Burgundzka |
| 38 | Karol I                         |          | 24 lutego 1500 Gandawa | 21 września 1558 Yuste  | 14 marca 1516 | 16 stycznia 1556 | Filip I Piękny Joanna Szalona           |

Następcy Karola I aż do XIX wieku tytułowali się oficjalnie królami Kastylii, Leónu i Aragonii. Od czasu Karola I państwa te, mimo pewnych odrębności prawnych, de facto tworzyły jedno Królestwo Hiszpanii. Zobacz – władcy Hiszpanii.